# Sybra integricollis
Sybra integricollis là một loài bọ cánh cứng trong họ Cerambycidae.